# Jetty-Halbinsel
Die Jetty-Halbinsel ist eine 48 km lange Halbinsel mit steilen Flanken und abgeflachtem Mittelrücken an der Küste des ostantarktischen Mac-Robertson-Lands. Sie stößt östlich des Beaver Lake in das Amery-Schelfeis vor.
Die Halbinsel wurde 1956 im Rahmen der Australian National Antarctic Research Expeditions aus der Luft entdeckt. Das Antarctic Names Committee of Australia (ANCA) benannte sie nach ihrer Ähnlichkeit mit einem Landungssteg (englisch jetty).